# Dario Buzzolan
Dario Buzzolan (Torino, 12 ottobre 1966) è uno scrittore italiano.

## Biografia
Laureato in filosofia teoretica a Torino con Gianni Vattimo, ha pubblicato diversi romanzi, fra cui Dall'altra parte degli occhi, vincitore del Premio Calvino 1998, Non dimenticarti di respirare, tradotto in Francia dall'editore Lattès nel 2002, I nostri occhi sporchi di terra, finalista al Premio Strega 2009, Se trovo il coraggio (Fandango Libri, 2013), Malapianta (Baldini&Castoldi, 2016), La vita degna (Manni Editori, 2018), In verità (Mondadori, 2020), Perché non sanno (Mondadori, 2022), Baracca e burattini (Mondadori), finalista al Premio Viareggio 2025. È anche autore della prima traduzione italiana di Following the Equator di Mark Twain (Seguendo l'Equatore, Baldini Castoldi Dalai, 2010).
È inoltre autore dei testi teatrali Target (in scena al Festival del teatro europeo di Nizza) e Visita dell'uomo grigio (in cartellone al Teatro Stabile di Torino nel 2001). Critico cinematografico per la carta stampata e la TV, ha scritto anche saggi sul cinema, fra cui uno su George A. Romero ed è stato consulente del Festival Internazionale del Film di Roma. Ha scritto su diversi periodici, tra cui La Repubblica e Linus. Nel 2002 ha fatto parte della delegazione ufficiale degli scrittori invitati a rappresentare l'Italia al Salon du Livre di Parigi.
Nel 2004 e 2005 è stato coautore e conduttore del programma Anni luce in onda su LA7. Capo autore del programma Agorà, in onda su Rai 3, dal 2010 al 2017, è stato autore di numerosi programmi televisivi, tra cui Le parole della settimana di Massimo Gramellini, M di Michele Santoro, Cartabianca di Bianca Berlinguer.

## Vita privata
Figlio secondogenito di Ugo Buzzolan, è compagno della giornalista Luisella Costamagna, con cui ha avuto un figlio, Davide.

## Opere
- 1998 - George A. Romero. La notte dei morti viventi (Lindau); saggio
- 1999 - Dall'altra parte degli occhi (Mursia)
- 2000 - Non dimenticarti di respirare (Mursia)
- 2003 - Tutto brucia (Garzanti)
- 2007 - Favola dei due che divennero uno (Baldini Castoldi Dalai)
- 2009 - I nostri occhi sporchi di terra (Baldini Castoldi Dalai)
- 2013 - Se trovo il coraggio (Fandango Libri)
- 2016 - Malapianta (Baldini&Castoldi)
- 2018 - La vita degna (Manni Editori)
- 2020 - In verità (Mondadori)
- 2022 - Perché non sanno (Mondadori)
- 2025 - Baracca e burattini (Mondadori)